# بورتسی
بورتسی (به صربی: Borci) یک منطقهٔ مسکونی در صربستان است که در راچا واقع شده‌است. بورتسی ۳۸۹ نفر جمعیت دارد.